# Escut de la Riba
L'escut oficial de la Riba té el següent blasonament:
Escut caironat: d'atzur, un molí paperer d'or acompanyat al peu d'un geminat ondat d'argent en faixa. Per timbre una corona mural de poble.

## Història
Va ser aprovat el 16 d'octubre de 1996.
El poble, situat vora el Brugent i el Francolí, ha fet servir de sempre l'energia de l'aigua del riu per fer moure els molins tèxtils emplaçats al costat del riu, avui transformats en fàbriques de paper. L'escut mostra un d'aquests molins tradicionals i el riu Brugent o el Francolí.